# 小行星3298
小行星3298（英語：3298 Massandra）是一颗围绕太阳公转的小行星。1979年7月21日，尼古拉·切爾尼赫在克里米亚发现了此天体。
这颗小行星的绝对星等为51.6084648899219等。